# Ла-Тест-де-Бюш
Ла-Тест-де-Бюш (фр. La Teste-de-Buch, окс. La Tèsta de Bug) — коммуна на юго-западе Франции, административный центр одноимённого кантона в округе Аркашон, департамента Жиронда, входящего в состав региона Новая Аквитания.
Прежде Ла-Тест-де-Бюш входил в состав исторической провинции Гасконь.

## География
Коммуна Ла-Тест-де-Бюш расположена на юге Аркашонского залива на берегу Атлантического океана, между городами Гюжан-Местрас и Бискарросс, на территории департамента Жиронда в центре природной области Гасконских Ландов. Город Ла-Тест традиционно считается столицей края Пеи-де-Бюш. Территория коммуны окружена водами залива, но с юга к ней примыкает город Аркашон, бывший прежде одним из пригородов Ла-Теста.
На западе территории коммуны располагается дюна в Пиле, а южнее — океанические пляжи, пользующиеся высокой популярностью у приезжих в летние месяцы.

## История
До июня 1994 года коммуна Ла-Тест-де-Бюш называлась просто Ла-Тест.

### Племя боятов
История Ла-Теста очень тесно связана с историей края Пеи-де-Бюш и Гасконскими Ландами. Первые следы поселения человека в регионе датированы VIII веком до н. э., когда аквитанское племя боятов, обосновалось поблизости от места, где сейчас расположена коммуна Ле-Тейш. Они занимались рыбной ловлей, земледелием, впервые придумали способ подсочки сосен и производства дёгтя, использовавшегося для конопачения судов, путём варки смолы в земляной печи.

### Средние века
Достоверные сведения об истории региона появляются только начиная с периода раннего Средневековья, когда каптали де Бюш правили в части края Пеи-де-Бюш; в состав капталата входили церковные приходы Ла-Тест, Казо и Гужан. Титул капталь де Бюш существовал в эпоху Средневековья и вплоть до Французской революции; так именовались сеньоры аквитанского края Пеи-де-Бюш.
Население в тот период занималось рыбной ловлей (ловля с берега, а также в Аркашонском заливе), лесным хозяйством, в особенности смоловарением, виноградарством и в целом сельским хозяйством. Выращивание овец и коров ландской породы было не сильно распространено. В дополнение к семьям трудящихся имелось несколько мелких ремесленников (булочники, столяры, кузнецы, бочары и др.).
Жилища строили абсолютно бессистемно, прямо среди виноградников и огородов. На некоем подобии улиц деревянные хижины чередовались с несколькими низкими домами, побеленными известью. Жизнь была сурова и болезни, вызванные плохим питанием, в частности пеллагра, широко распространились среди жителей.

### Лесонасаждения и фиксация дюн
Ещё до наступления XVIII века атлантическое побережье Ландов на всём протяжении, и в особенности поселение Ла-Тест, страдало от зыбучих песков, которые ежедневно перемещались ветрами. Впервые попытку зафиксировать песчаные дюны предпринял капталь де Бюш из рода де Рюа. В 1713 году капталь Жан-Батист де Рюа предпринял высадку нескольких сосен чтобы препятствовать ветровой эрозии почвы, однако эти посадки сгорели в течение нескольких лет. Его внук, Франсуа де Рюа, с 1782 по 1787 год продолжил практику высадки сосен на участках, где пески особенно угрожали. Однако капталь был вынужден прекратить эту деятельность по причине нехватки средств. Кардинальные перемены наступили когда в Ла-Тест прибыл некто Николя Бремонтье, инженер ведомства дорог и мостов, перед которым стояла задача сооружения судоходного канала между Аркашонским заливом и рекой Адур. Для решения этой задачи ему было необходимо остановить зыбучие пески. Бремонтье ознакомился с работами капталя, и в 1786 году он получил достаточное финансирование проекта, начатого в крае Пеи-де-Бюш с согласия капталя. В результате этого проекта вся территория Гасконских Ландов преобразилась до неузнаваемости, в особенности после закона 18 июня 1857 года, который предписывал коммунами в обязательном порядке высадить леса на своих территориях.
Для дальнейших поколений местного населения Бремонтье стал тем человеком, который остановил вторжение дюн. Хотя в действительности, это плод усилий тысяч крестьян Ландов, которые на протяжении двух веков превращали старинный пасторальный уклад в лесное хозяйство.

### XIX век

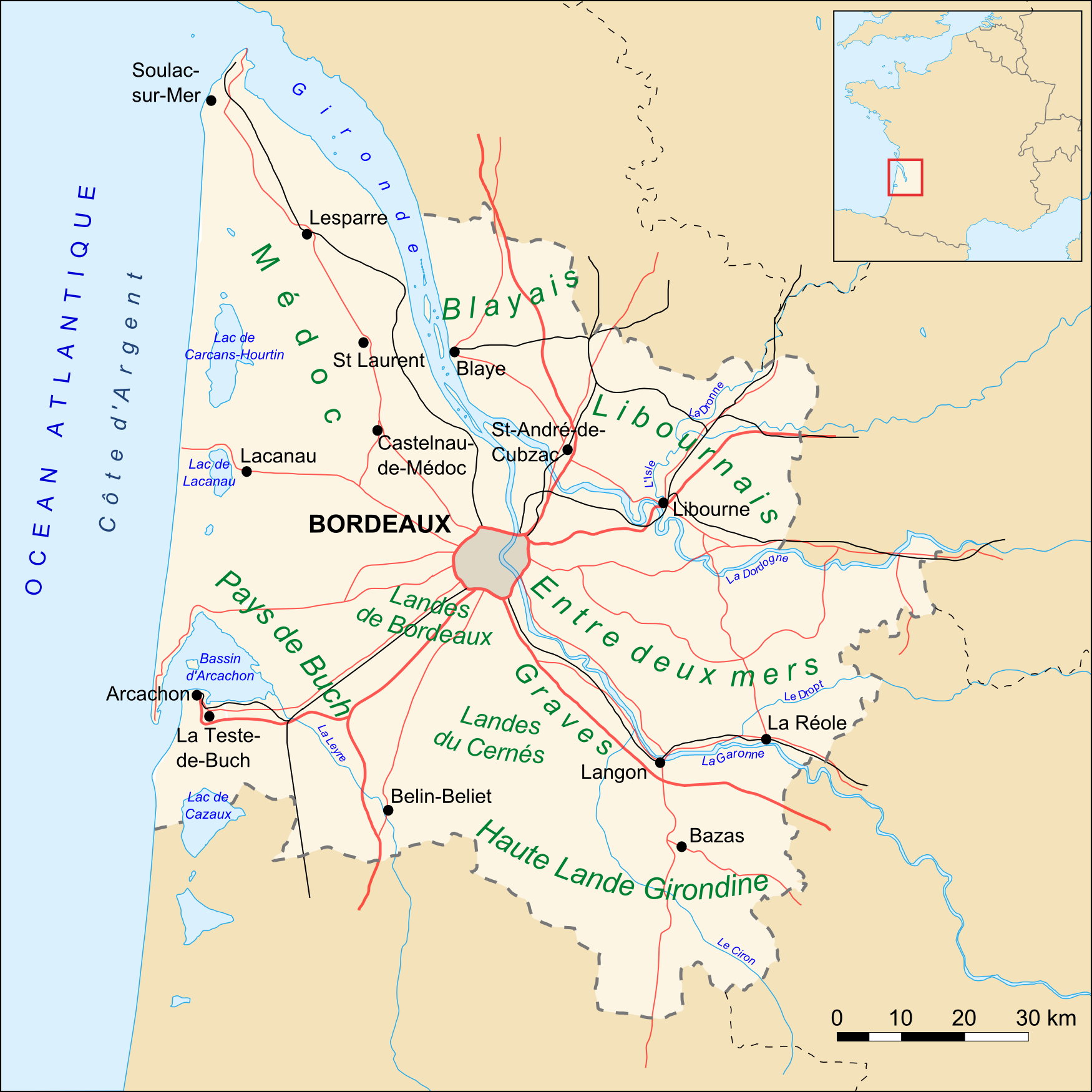
Ла-Тест в нижнем левом углу карты

На протяжении долгого времени освоение лесов было основным источником дохода коммуны. Леса Ла-Теста образованы двумя тысячелетними массивами; один в центре территории коммуны, второй возле Аркашона. И эти леса стали основой для массива, который сейчас известен под названием Лес Ландов. Оставшаяся территория коммуны в то время была занята зыбучими песками, которые доставляли крупные неприятности жителям города. Смолокуры, трудившиеся в лесу Ла-Теста, пять рабочих дней жили в деревянных сараях в лесах, а на выходные возвращались в город.
Торговля также приносила небольшой доход рыбакам Аркашона и Ла-Теста.
В посёлке Ла-Тест насчитывалось примерно 100 отдельных домов, расположенных без какого-либо порядка. Летом даже слабый ветер поднимал большие тучи пыли, тогда как зимой из-за слякоти было невозможно проехать по дорогам. Общий вид посёлка оставлял впечатление бедности и уныния.
Приливы и отливы очень глубоко проникали в приморские солончаки и, порой, вода подступала к порогу церкви.
На протяжении XIX века здесь выполнили глубокие исследования и предприняли множество экспериментов с целью повышения аграрной ценности равнины Казо. В 1835 году стараниями Компании по освоению и заселению Ландов был прорыт канал Казо.
В 1841 году в Ла-Тест провели железную дорогу из Бордо и сюда прибыл первый поезд. Это событие открыло регион для туризма. Именно железной дорогой сюда прибывали посетители ландской корриды, которую устраивали на аренах Ла-Теста и Аркашона. В 1857 году из территории коммуны Ла-Тест по отдельному декрету императора Наполеона III Аркашон был выделен в самостоятельную коммуну; в 1860-х годах братья Перейр осуществили в Аркашоне крупный проект застройки Зимнего города, привлекавший сезонных отдыхающих и постоянных жителей.

### Бурный рост туризма

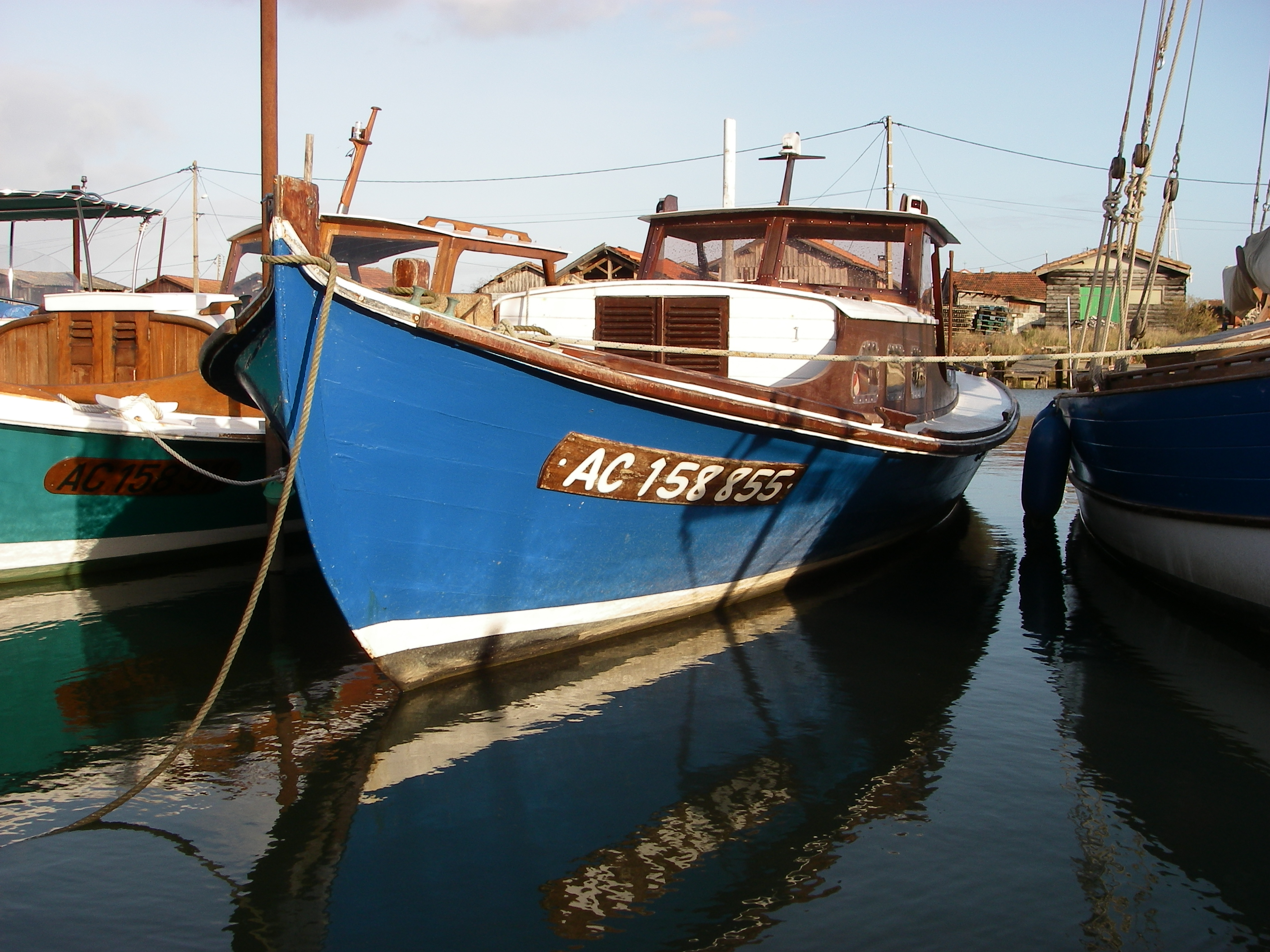
Пианс в порту Ла-Тест-де-Бюш

В начале XIX века основной статьёй дохода жителей этой части края Пеи-де-Бюш ещё оставалось лесное хозяйство и рыбная ловля. Этот регион имел плохую транспортную доступность (автодороги до сих пор плохого качества) и только после строительства железнодорожной ветки Бордо—Ла-Тест, пущенной в эксплуатацию 6 июля 1841 года, регион ощутил бурный демографический и туристический рост.
Несмотря на то, что Аркашон уже стали посещать некоторые приверженцы морских купаний, он ещё оставался выселком Ла-Теста, обладая несколькими хижинами рыбаков и смолокуров. До того как в 1845 году была проложена департаментская дорога, чтобы попасть из Ла-Теста в Аркашон следовало пересечь илистый солончак и ехать по очень плохой песчаной дороге. Поэтому переезды устраивали по воде, отплывая из порта Ла-Теста на парусных пинасах или на гребных лодках, за вёслами которых были крепкие женщины. В конце 1855 года примерно 400 жителей Аркашона, проживавших в менее чем 300 виллах или деревянных домиках (некоторые из них были торговыми точками, открывавшимися на летний сезон) обратились с ходатайством о выделении Аркашона в отдельную коммуну. Согласно декрету императора Наполеона III от 2 мая 1857 года 759 гектаров земли были отделены от коммуны Ла-Тест и на этой территории образовали новую коммуну — Аркашон — куда 26 июля следующего года провели железнодорожную ветку.

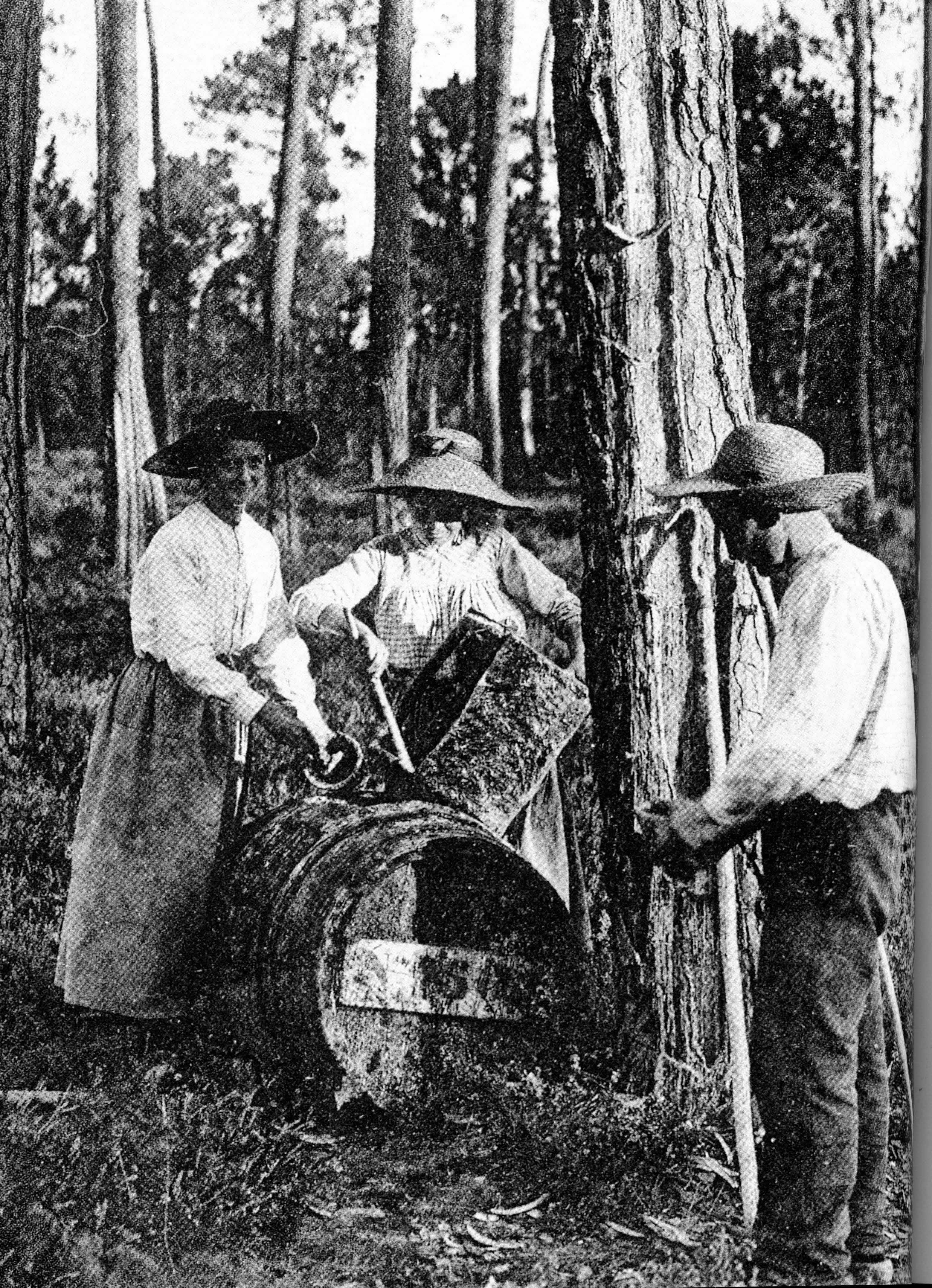
Семья смолокура в Ла-Тесте

В 1862 году к развитию Аркашона подключились братья Эмиль и Исаак Перейр, желая использовать преимущество целебного климата, польза которого для излечения от астмы, хронического бронхита и заболеваний нервной системы была признана несколькими французскими медицинскими светилами того времени. Они застроили целый район в Аркашоне, названный Зимним городом, где состоятельная клиентура могла находиться не только в летние месяцы, а круглогодично, вдыхая целебный аромат сосен и морской воздух, имеющий положительное влияние на заболевания конца XIX века.
Ла-Тест в это время развивался медленнее, пытаясь сохранить дедовские традиции края Пеи-де-Бюш и пробудить к ним интерес туристов. Однако развитие коммуны не заморозилось на длительный период; в начале XX века в годы Первой мировой войны здесь была устроена авиабаза, и в то же время, получив от государства несколько сотен гектаров земли, Даниэль Меллер образовал «Общество недвижимости Пила-сюр-Мер», заняв прекрасную территорию к югу от аркашонского района Муйо.
Начиная с 1950-х годов город испытал настоящий демографический взрыв, который сопровождался сменой экономической деятельности. Добыча сосновой живицы была поставлена под удар освоением технологий выпуска побочных продуктов нефтяной отрасли, и это ремесло резко сошло на нет вскоре после своего расцвета. Завод Lesca, занимавшийся перегонкой живицы, закрылся в 1970-х годах, несмотря на неоднократные программы поддержки, а последние смолокуры покинули леса в 1980-х годах. Следом закрылись лесопилки и исчезли последние упряжки мулов, тащивших из леса огромные сосны. Разведение устриц также начало терять свою прежнюю привлекательность, на смену остроконечным пинасам пришли плоскодонные паромы, а на месте старых устричных сараев, которые красили дёгтем, появились современные ангары. Расширение старой автодороги RN650 улучшило транспортную связность района с другими частями департамента. В жилых кварталах курорта Пила-сюр-Мер бурным темпом росла недвижимость, возводимая на стороне Казо и Ла-Теста, а также промышленные зоны. Между тем, морской туризм остался самой мощной активностью, по настоящему признанной за границами департамента.
В наше время Ла-Тест-де-Бюш остаётся одной из самых крупных, по размеру своей территории, коммун Франции. Её достояние образуют три уникальных объекта, входящих в её состав — собственно город, селение Казо и курорт Пила-сюр-Мер. В 1976 году по административным причинам от Ла-Теста отделили район Кап-Ферре и присоединили его к коммуне Леж, образовав таким образом коммуну Леж-Кап-Ферре.
Согласно муниципальному постановлению, пляж plage de la Lagune отведён для отдыха натуристов.

## Экономика
Начиная с периода средневековья и вплоть до конца 1980-х годов, основным источником дохода коммуны Ла-Тест было смолокурение.
В настоящее время основными направлениями экономической деятельности в коммуне являются, в первую очередь, туризм, а также разведение устриц и кораблестроение.

## Транспорт

### Автобусная сеть

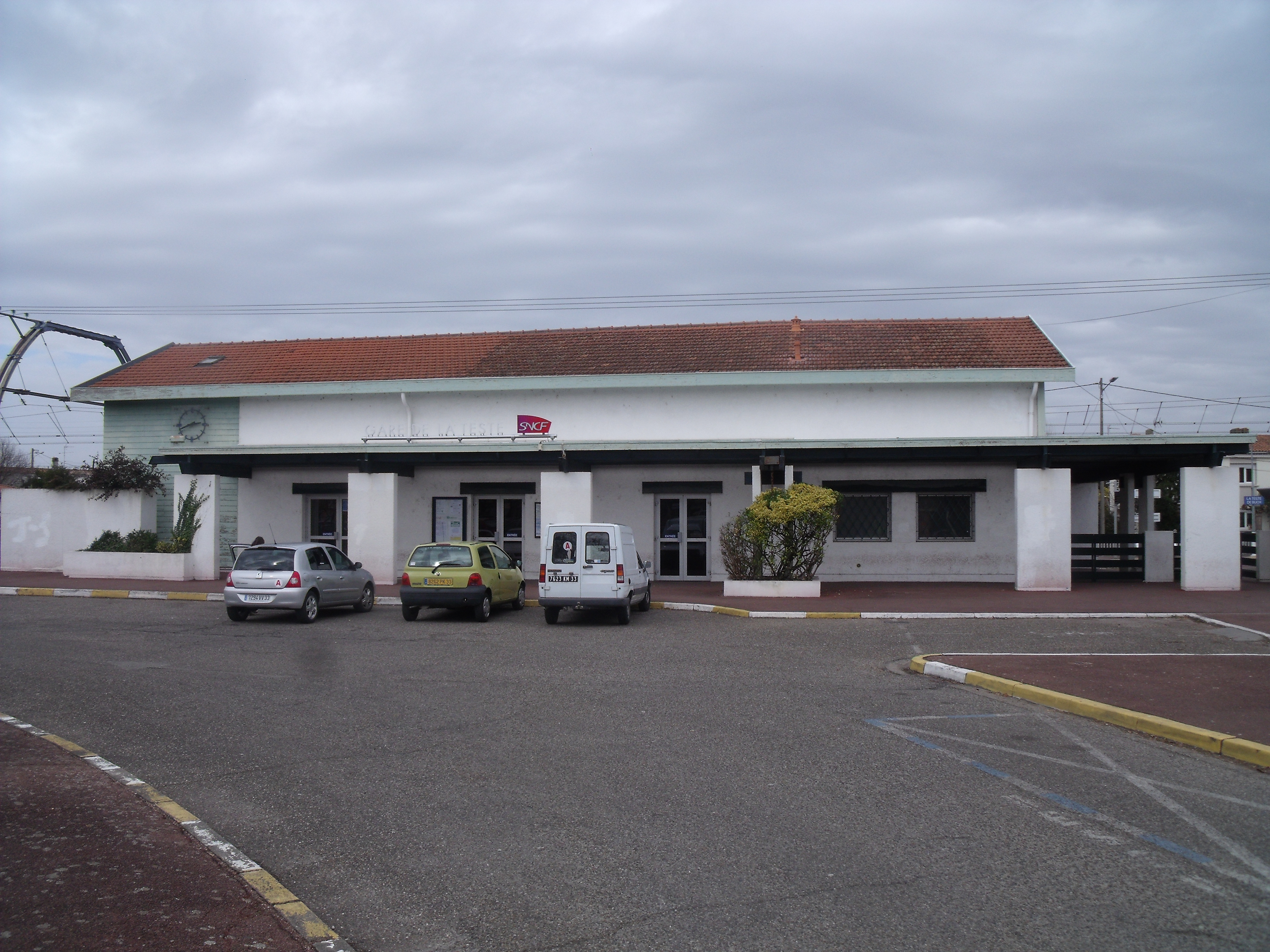
Вокзал Ла-Теста

Сеть междугородних автобусов Baïa обслуживает коммуны южной части Аркашонского залива (Аркашон, Ла-Тест-де-Бюш, Гюжан-Местрас и Ле-Тейш). Территорию коммуны обслуживают маршруты 1 и 5, а также, в летнее время, маршрут 6.
Автобусы сети ého! с бесплатным проездом обслуживают центральную часть города.

### Железнодорожный транспорт
Вокзал Ла-Тест-де-Бюш обслуживается поездами региональной сети TER Aquitaine, которая связывает Бордо и Аркашон, а также изредка скоростными поездами TGV, проходящими из Парижа в Аркашон. Вокзал расположен рядом с портом. Первое здание вокзала Ла-Теста было открыто 06 июля 1841 года, когда сюда прибыл первый железнодорожный состав из Бордо (он располагался возле заставы Barrière de Pessac). В то время вокзал был конечной остановкой первой и единственной железнодорожной линии всего юго-запада Франции. Ею пользовались путешественники, направлявшиеся в Аркашон на морские купания. В 1857 году линию продлили до Аркашона. В 1876 году ещё одна железнодорожная линия длиной 13 километров связала вокзал Ла-Тест с озером Казо.

## Культура и традиции

### Подсочка сосен
Предположительно, подсочку сосен практиковали в районе Ла-Теста более 2000 лет назад. Собранную сосновую живицу сначала вываривали на месте в печах для получения смолы (не путать с собственно смолами), подобия дёгтя, применявшейся для конопачения судов, а затем дистиллировали для получения скипидара. В конце XIX века подсочкой постепенно прекратили заниматься, поскольку скипидар не выдерживал конкуренции с новыми побочными продуктами перегонки нефти.
В XIX веке леса Ла-Теста поставляли деревянные приспособления для укрепления галерей угольных разработок, которые в середине XX века применялись даже внутри нефтяных скважин.
Лесной массив Ла-Теста во все времена был одной из немногих естественных лесопосадок в природной области Гасконских Ландов, который жители использовали с давних времён, а сейчас стремятся защитить.

### Разведение устриц
Долгое время в устричном бизнесе существовало две роли — держатель устричного садка и экспедитор. Держатели продавали свою продукцию экспедиторам крупными партиями в несколько тысяч раковин, сортированных вручную. Экспедиторы, среди которых также встречались хозяева устричных садков, занимались повторной сортировкой (по их области разведения), расфасовкой и доставкой товарных партий (с использованием железных дорог) многочисленным адресатам.
После катастрофической эпизоотии, поразившей местных устриц, многие владельцы устричных садков решили попробовать самостоятельно продавать своих устриц на разных рынках региона, и даже за его границами. Профессия начала меняться. Обветшалые устричные хозяйства залива и пристань Ла-Теста оживали в декабре, когда к отгрузке готовили множество партий устриц, заказанных к новогодним праздникам. Трудоёмкая профессия разведения устриц понемногу начала терять мастеров. Сейчас осталось не более 600 специалистов, усилиями которых ежегодно в бассейне Аркашонского залива производится около 14 000 тонн устриц.
В настоящее время активно используются следующие устричные гавани:
- Порт Ла-Тест-де-Бюш
- Порт Роше
- Порт Агийон

### Природное наследие
- Птичий остров в центре Аркашонского залива
- Дюна в Пиле
- Частные леса в Ла-Тест-де-Бюше.
- Озеро Lac de Cazaux
- Природный заповедник у отмели д’Аргэн
- Пляжи на океаническом побережье: La Corniche, Le Petit Nice, La Lagune, La Salie

## Достопримечательности

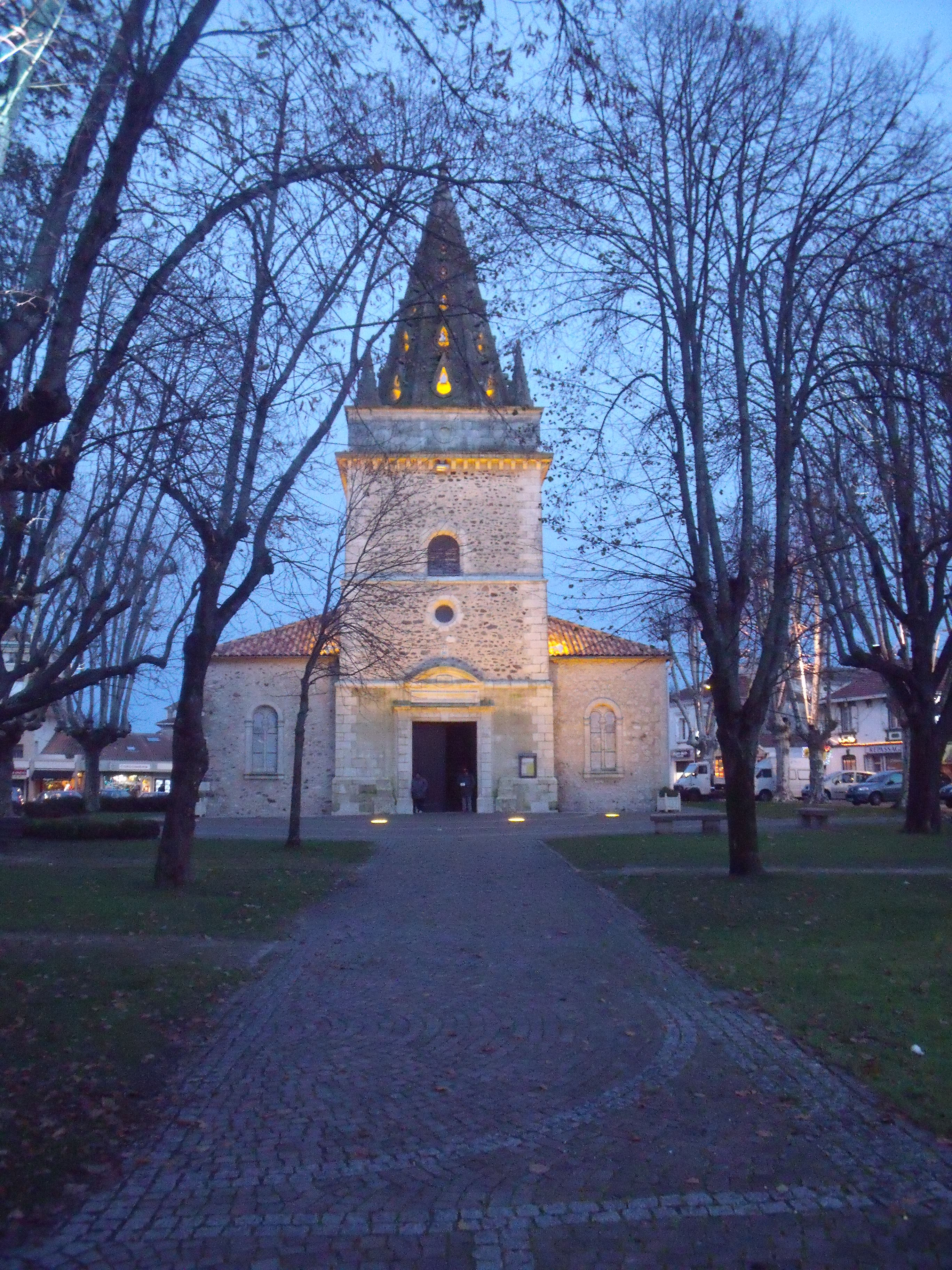
Церковь святого Винсента

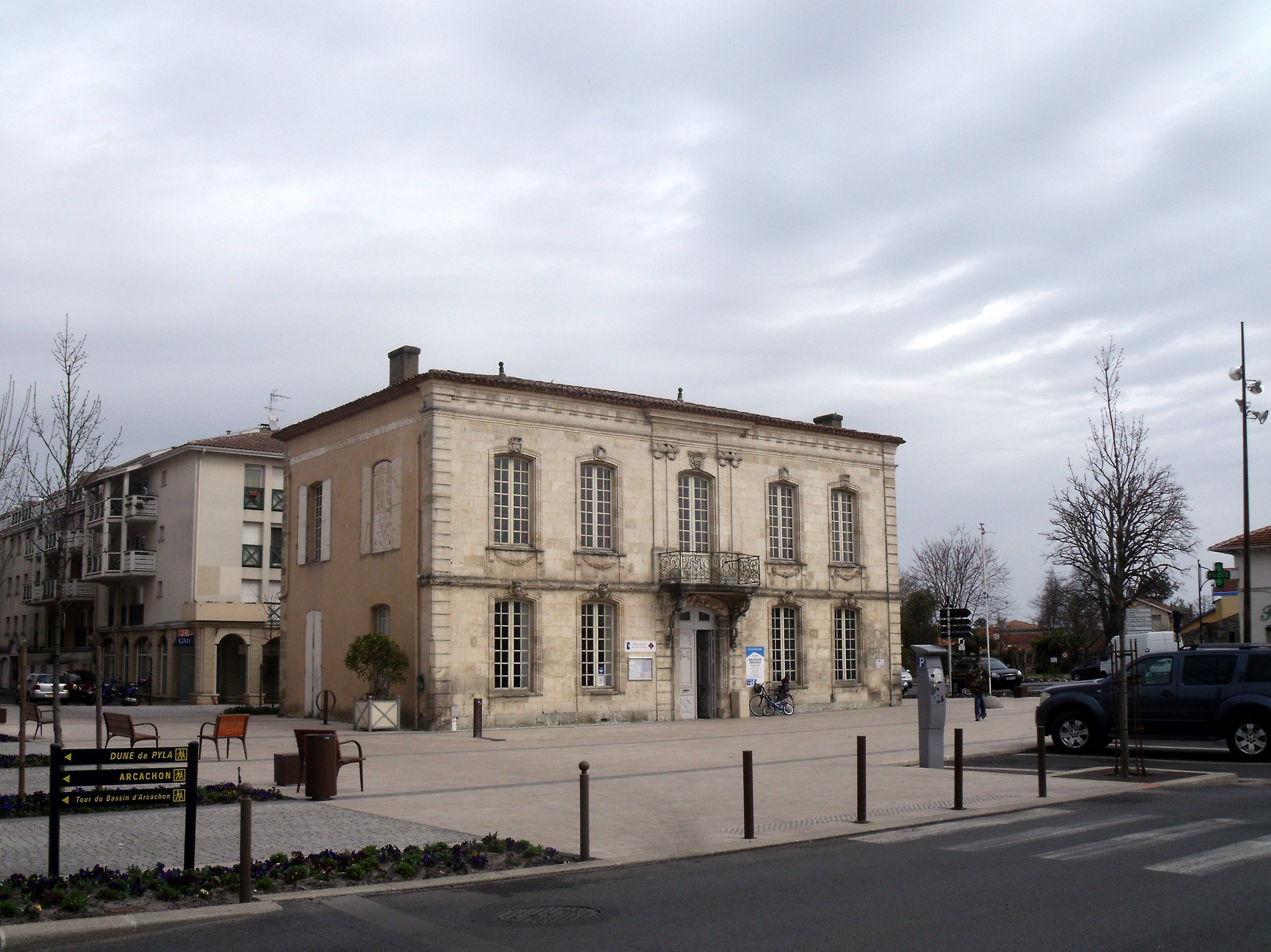
Дом Лаланов на площади Жана Амо

- Церковь святого Винсента — культовое сооружение XIV века, служило часовней в замке капталя де Бюш, существенно расширенное и перестроенное перед открытием в этих стенах приходской церкви.
- Церковь святого Петра — расположена в Казо на берегу озера; сначала была разрушена, а затем восстановлена в 1849 году.
- Дом Вертамонов (фр. Maison de Verthamon) — мэрия Ла-Тест-де-Бюш на улице 14 июля. Дом принадлежал Мари де Каупос, родившейся в Ла-Тесте 30 июня 1725 года, последней наследнице зажиточного местного семейства, сделавшего крупное состояние на торговле продукцией смолокуров, которое позволило ей приобрести баронию Лакано, сеньорию Андернос и виконтство Бискарросс.
- Площадь Жана Жореса (фр. Place Jean Jaurès), где прежде находилась деревянная арена Ла-Теста, вмещавшая 5000 зрителей; на ней устраивали Ландскую корриду.
- Площадь Жана Амо (фр. Place Jean Hameau) — перекрёсток дорог, ведущих в Бордо, Аркашон, Казо и Пилу, постепенно утративший своё значение за последнее время. Именно эта площадь является центром поселения, основанного в XVI веке. Это видно по большому количеству исторических памятников, расположенных поблизости.
- Дом Лаланов (фр. Maison Lalanne) на площади Жана Амо, сейчас муниципальная библиотека и офис по туризму. В период с 1857 по 1862 годы здесь располагалась мэрия Ла-Теста. Последняя владелица дома, вдова доктора Лалана, передала его в дар коммуне в 1928 году.
- Гавань Ла-Тест-де-Бюш, настойчиво требуемая жителями с 1789 года, была построена в 1841 году, к моменту прибытия в город железнодорожной ветки. В последнее десятилетие XX века Генеральный совет департамента Жиронда разрешил оборудовать причалы для прогулочных судов вдоль восточной дамбы.
- Мельница Le moulin de Bordes — последнее свидетельство крупного комплекса ветряных мельниц, располагавшихся на территории коммуны.
- Самая большая песчаная дюна Европы — дюна в Пиле, около 105 метров высотой, изображённая на гербе города. С 1978 года дюна объявлена природоохранной зоной на всем её протяжении (6800 га), включая прилегающий лес (4000 га).

## Города-побратимы
- Швайгерн, Германия
- Бингемтон, США